# Psyttalia darasunica
Psyttalia darasunica är en stekelart som först beskrevs av Vladimir Ivanovich Tobias 1998.  Psyttalia darasunica ingår i släktet Psyttalia och familjen bracksteklar. Inga underarter finns listade i Catalogue of Life.